# Whatever You Want (album Status Quo)
Whatever You Want è il dodicesimo album in studio del gruppo musicale rock britannico Status Quo, pubblicato per la prima volta il 12 ottobre 1979.

## Il disco

### Concezione
Dopo gli ultimi due album distinti da toni più ammorbiditi e ricerche sonore di vario genere, gli Status Quo decidono di tornare alla purezza del rock sfornato nei primi anni settanta incidendo uno dei lavori di maggior successo della loro carriera.
Il disco è permeato dal totale recupero dello stile seguito dalla band fino al 1976, con brani di elevato livello compositivo (fra tutte, la ballata Living on an Island) esaltati da sonorità che tornano ad essere ruvide, dirette ed incisive. Il sound viene reso più accattivante grazie all'ampio uso di effetti quali il fuzz, il flanger e il chorus.

### Contenuti
Il lavoro presenta testi insolitamente profondi e introspettivi, dovuti al difficile momento attraversato dai componenti della band, in questa fase tutti isolati e lontani dal territorio inglese per ragioni fiscali. In gran parte dei brani, i temi trattati sono il successo, l'isolamento, le dipendenze, l'amicizia e i sempre più precari equilibri interni alla band, con un malinconico filo conduttore che si unisce in maniera quasi ossimorica - ma senza mai stridere - con il senso di brio, di esuberanza e di vivacità che traspare invece dalle note musicali.
Le tematiche di inquietudine che permeano l'intero lavoro emergono già dalla notissima traccia introduttiva Whatever You Want (Qualsiasi cosa tu voglia, qualsiasi cosa ti piaccia..., in realtà una amara riflessione sulle insidie e sulle trappole del successo), fino alla conclusiva Breaking Away.

### Pubblicazione
Nel Regno Unito il disco viene pubblicato il 12 ottobre del 1979. Negli Stati Uniti viene distribuito a cura della Riva Records all'inizio del 1980, con il diverso titolo di Now Hear This, una differente copertina, un diverso ordine dei brani e un sound parzialmente più morbido.

### Accoglienza
L'album viene unanimemente considerato quale uno dei capolavori degli Status Quo. Accompagnato dal grande successo dell'omonimo singolo, ottiene un vasto riscontro di vendite internazionali e si posiziona al terzo posto delle classifiche inglesi.
Singoli: Whatever You Want (n. 4 UK), Living on an Island (n. 16 UK).

## Tracce
Lato A
1. Whatever You Want – 4:03 (Parfitt/Bown)
2. Shady Lady – 3:01 (Rossi/Young)
3. Who Asked You – 3:57 (Lancaster)
4. Your Smiling Face – 4:22 (Parfitt/Bown)
5. Living on an Island – 4:50 (Parfitt/Young)

Lato B
1. Come Rock with Me – 3:15 (Rossi/Frost)
2. Rockin' on – 3:25 (Rossi/Frost)
3. Runaway – 4:38 (Rossi/Frost)
4. High Flyer – 3:50 (Lancaster/Young)
5. Breaking Away – 6:40 (Rossi/Parfitt/Bown)

Tracce bonus dell'edizione CD 2005
1. Hard Ride – 3:36 (Green/Lancaster)
2. Bad Company – 4:30 (Lancaster)
3. Another Game in Town (Demo) – 2:22 (Frost/Rossi)
4. Shady Lady (Demo) – 2:51 (Rossi/Young)
5. Rearrange (Demo) – 3:08 (Frost/Rossi)
6. Living on an Island (Single Version) – 3:47 (Parfitt/Young)

## Deluxe Edition 2016
Il 25 marzo 2016, viene pubblicata la deluxe edition dell'album contenente 2 CD.
Nel primo disco viene riprodotto fedelmente l'album del 1979, con il sound completamente restaurato e rimasterizzato.
Nel secondo CD, oltre al brano Hard Ride (Lato B del singolo Whatever You Want) e ad alcuni demo, viene ristampata per la prima volta la versione "americana" del disco, pubblicato negli Stati Uniti per l'etichetta Riva Records all'inizio del 1980 con il nome di "Now Hear This", con un sound parzialmente differente e una diversa copertina.
Il libretto, oltre a varie foto del periodo di incisione dell'album, contiene delle ampie note illustrative redatte a cura di Dave Ling, critico delle riviste musicali britanniche Classic Rock e Metal Hammer.

### Tracce Deluxe Edition
CD 1
Contiene l'album originale del 1979, in versione restaurata e rimasterizzata.
1. Whatever You Want – 4:03 (Parfitt/Bown)
2. Shady Lady – 3:01 (Rossi/Young)
3. Who Asked You – 3:57 (Lancaster)
4. Your Smiling Face – 4:22 (Parfitt/Bown)
5. Living on an Island – 4:50 (Parfitt/Young)
6. Come Rock with Me – 3:15 (Rossi/Frost)
7. Rockin' on – 3:25 (Rossi/Frost)
8. Runaway – 4:38 (Rossi/Frost)
9. High Flyer – 3:50 (Lancaster/Young)
10. Breaking Away – 6:40 (Rossi/Parfitt/Bown)

CD 2
Include il brano Hard Ride (Lato B del singolo Whatever You Want), alcuni demo e la ristampa quasi completa (mancano solo i brani Shady Lady e Your Smiling Face) della versione "americana" del disco, pubblicato negli Stati Uniti per l'etichetta Riva Records all'inizio del 1980 con il nome di "Now Hear This", con un sound parzialmente differente e una diversa copertina.
1. Hard Ride (Lato B del singolo Whatever You Want) – 3:36 (Lancaster/Green)
2. Living on an Island (Single Version) – 3:55 (Parfitt/Young)
3. Bad Company (Demo) – 4:30 (Lancaster)
4. Shady Lady (Demo) – 2:51 (Rossi/Young)
5. Rearrange (Demo) – 3:08 (Rossi/Frost)
6. Living on an Island (da Now Hear This, versione americana dell'album) – 4:17 (Parfitt/Young)
7. Who Asked You (da Now Hear This, versione americana dell'album) – 4:00 (Lancaster)
8. Whatever You Want (da Now Hear This, versione americana dell'album) – 3:13 (Parftt/Bown)
9. Come Rock With Me (da Now Hear This, versione americana dell'album) – 3:15 (Rossi/Frost)
10. Rockin' on (da Now Hear This, versione americana dell'album) – 3:23 (Rossi/Frost)
11. Runaway (da Now Hear This, versione americana dell'album) – 4:49 (Rossi/Frost)
12. High Flyer (da Now Hear This, versione americana dell'album) – 4:14 (Lancaster/Young)
13. Breaking Away (da Now Hear This, versione americana dell'album) – 6:44 (Rossi/Parftt/Bown)
14. Living on an Island (Early Demo) – 4:04 (Parfitt/Young)
15. Living on an Island (Demo) – 6:15 (Parfitt/Young)

## Formazione
- Francis Rossi (chitarra solista, voce)
- Rick Parfitt (chitarra ritmica, voce)
- Alan Lancaster (basso, voce)
- John Coghlan (percussioni)

## Altri musicisti
- Andy Bown (tastiere)
- Bob Young (armonica a bocca)

## British album chart
| Posizione | 3 | 3 | 4 | 4 | 9 | 11 | 8 | 15 | 13 | 18 | 18 | 15 | 18 | 23 | 36 | 42 | 46 | 49 | 65 | 56 | 62 | uscito |